# Juszka
Juszka – rzeka biorąca początek w okolicach Godzięcina, dopływ Jezierzycy w pobliżu Krzelowa o długości 30,62 km. Przepływa przez Wołów i następnie wpływa na teren Parku Krajobrazowego Dolina Jezierzycy.
Nazwę swą zawdzięcza targom bydła odbywającym się w Wołowie oraz ubojowi tych zwierząt, których krew (pot. jucha) spływała rzeką.